# اچ‌ام‌ای‌اس هروس
اچ‌ام‌ای‌اس هروس (به انگلیسی: HMAS Heros) یک کشتی بود که طول آن ۱۳۵٫۴ فوت (۴۱٫۳ متر) بود. این کشتی در سال ۱۹۱۹ ساخته شد.